# Bibern (Soleura)
Bibern es una comuna suiza del cantón de Soleura, situada en el distrito de Bucheggberg. Limita al norte con las comunas de Arch (BE) y Leuzigen (BE), al este con Tscheppach, al sur con Hessigkofen, y al oeste con Gossliwil y Rüti bei Büren (BE).